# ادموندو مورنز
ادموندو مورنز (انگلیسی: Edmondo Mornese; ۱۴ نوامبر ۱۹۱۰ – 1962) بازیکن فوتبال اهل ایتالیا بود.
از باشگاه‌هایی که در آن بازی کرده‌است می‌توان به باشگاه فوتبال آ.اس. رم و باشگاه فوتبال نووارا اشاره کرد.